# Francisco Delgado Jugo
Francisco Delgado Jugo (Maracaibo, octubre de 1830-Vichy, 19 de agosto de 1875) fue un médico oftalmólogo venezolano.

## Biografía
Nacido en la ciudad venezolana de Maracaibo en octubre de 1830, realizó en dicha ciudad sus primeros estudios, para más tarde comenzar los estudios médicos en la Universidad de Lima, y trasladarse a Europa en 1850. Se instaló en París e ingresó como alumno en una clínica especial de un oculista, después obtuvo el título de médico y el nombramiento de jefe de la clínica. En poco tiempo alcanzó una notable reputación como oftalmólogo y escritor científico.
Viajó por las principales ciudades de Europa para establecerse finalmente en Madrid hacia junio de 1860; allí fundó una clínica en la calle del Humilladero. Hacia 1864 fue uno de los impulsores de la Sociedad Antropológica Española, fundada en 1865. En 1869 el Ayuntamiento de Madrid creó una consulta especial de enfermedades de los ojos en la casa de socorro del 6º distrito, la cual encomendó a Delgado Jugo. En 1872 le fue encomendada la dirección del Instituto Oftálmico, creado durante el reinado de Amadeo de Saboya. Estuvo implicado en la celebración del Congreso Médico-Español y en la creación del Cuerpo de Inspectores de Salubridad Pública. Jugo falleció en la ciudad francesa de Vichy el 19 de agosto de 1875.
Entre sus discípulos en Madrid se encontró Cayetano del Toro, que enfocó gran parte de su desarrollo profesional en la rama de la oftalmología. La amistad y la complicidad científica que surgiría entre ambos personajes resultarían trascendentales para la formación científica y humana de Cayetano del Toro. Rosario de Acuña escribió un artículo elegíaco titulado «A la memoria de mi inolvidable amigo el doctor Delgado y Jugo» en el periódico La Iberia tras el fallecimiento de Delgado.